# Кохана, Виктория
Виктория Кохана (настоящее имя Виктория Витальевна Кущ, выступает также под псевдонимом Тория Таль; род. 27 мая 1990, Киев) — украинский композитор, саунд-продюсер, общественный деятель. Организатор мероприятий, имеющих важное значение для развития музыкальной культуры независимой Украины. Обладатель престижной награды «Золотой диск» Международной федерации производителей фонограмм (IFPI). Многократный лауреат популярных музыкальных фестивалей «Песня года», «Шансон года», «Золотой граммофон», Российская национальная музыкальная премия и других.
Заслуженный деятель искусств Украины.

## Биография
Родилась 27 мая 1990 года в Киеве в украинской семье. В возрасте пяти лет начала заниматься музыкой. Окончила музыкальную школу имени Н. В. Лысенко. Затем – композиторский факультет (класс Дычко Л. В.) и дирижёрско-хоровой факультет (класс Тимошенко О. С.) Национальной музыкальной академии Украины имени П. И. Чайковского (Киевская консерватория).

## Творчество

### 2006—2013 годы
Во время учёбы в консерватории Виктория начала писать эстрадную музыку. В 2006 году под псевдонимом Тория Таль вышла её первая песня «Ты из тех самых», которую исполнила группа «НеАнгелы». Композиция стала лауреатом фестиваля «Песня года 2006», а также вошла в сборник «50 лучших песен Украины». На волне успеха Кохана продолжает сотрудничать с группой «НеАнгелы», выпуская следом песни «Юра, прости», «Boy», «Я знаю, это ты». Трек «Юра, прости» прозвучал в финале фестиваля «Песня года 2007», а также вошёл в 10-ку самых успешных песен десятилетия по версии «Русского Радио. Украина».
Дебютная пластинка группы «НеАнгелы» — «Альбом № 1» — полностью состояла из песен, написанных В. Кохана, в ряде композиций она выступила соавтором песен и саунд-продюсером. Альбом стал рекордсменом по числу проданных экземпляров на Украине. В связи с этим «Международная федерация производителей фонограмм» (IFPI) — одна из старейших в Европе ассоциаций музыкальных деятелей — присвоила «Альбому № 1» авторитетную награду «Золотой диск».
В 2008 году наступает период творческого кризиса в жизни композитора. Виктория уходит в монастырь, где служит послушницей, поёт в церковном хоре, занимается вышиванием бисером и золотой нитью икон. Виктория была готова к принятию иноческого пострига, но в 2013 году, в силу ряда причин, она покидает монастырь и возвращается к мирской жизни и активному творчеству. 

Отказывается от псевдонима Тория Таль, начинает работать под именем Виктория Кохана.

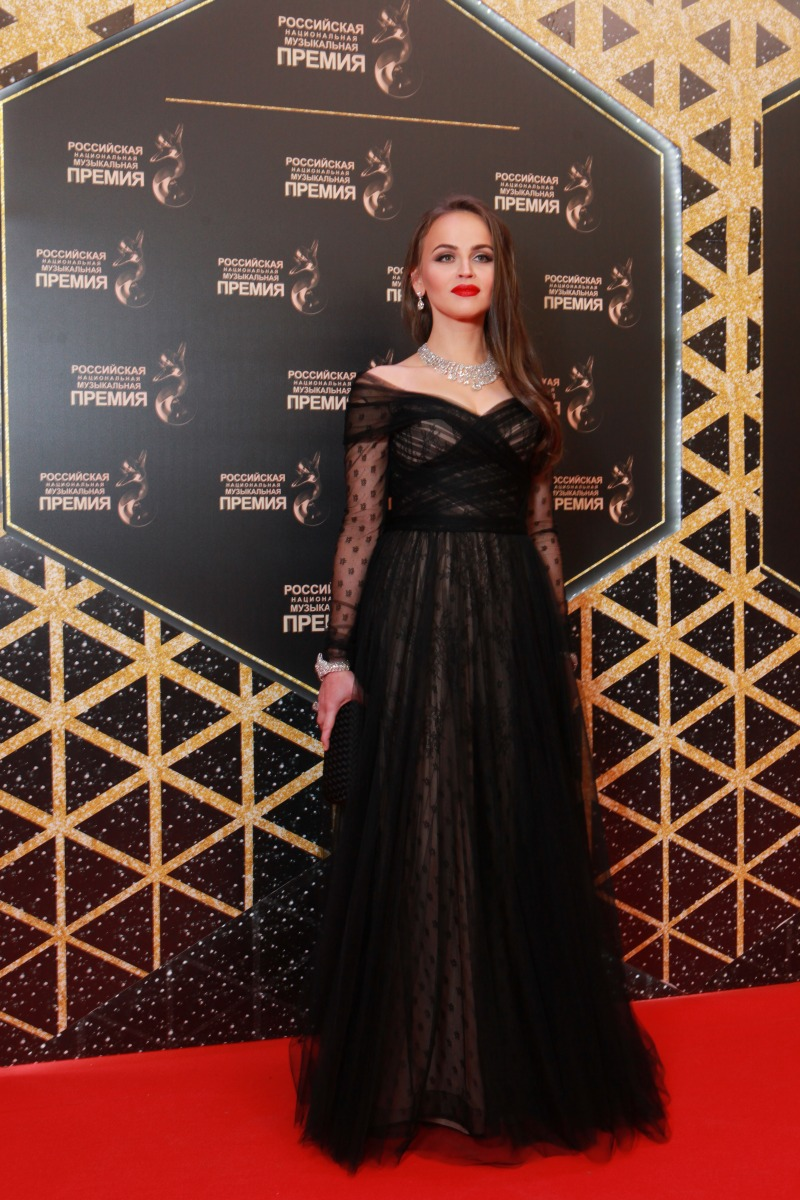
Виктория Кохана — финалист «Российской Национальной Музыкальной Премии-2017»

### 2014 год
Виктория Кохана сотрудничает со многими популярными исполнителями Украины и России. Так, в 2014 году Виктория пишет ряд песен для украинской группы NikitA («Хозяин», «Делай, что хочешь»), выступает в качестве саунд-продюсера нового альбома «Магия Л...» Наташи Королёвой.
В России широкую популярность В. Кохана получила, написав проникновенную музыку для дуэта Александра Маршала и Наташи Королёвой «Порочен я тобой» и зажигательной композиции певицы Славы «Спелый мой». На песню «Спелый мой» был выпущен романтический клип, съёмки которого проходили в городе Тоскана (Италия). Режиссёром постановки выступил известный клипмейкер Альбино Грациано, главные роли исполнили сама Слава и популярный актёр Альфонсо Вилела (Португалия).
В 2014 году две песни Виктории «Порочен я тобой» и «Спелый мой» стали победителями легендарного конкурса «Песня Года».

### 2015 год
В 2015 году музыкальная композиция В. Кохана, написанная для клипа «Порочен я тобой» признана победителем в номинации «Fashion видео» в рамках популярной ежегодной премии Fashion People Awards. При этом сама Виктория Кохана была удостоена этой премии в номинации «Открытие года в музыкальной индустрии» в качестве лучшего композитора и саунд-продюсера. Также сингл Виктории «Знаешь» был единогласно признан всеми радиостанциями Украины самым ротируемым хитом 2015 года.
В 2015 году хиты молодого талантливого композитора вновь в числе победителей «Песни года»: «Твоих рук родные объятия» в исполнении Таисии Повалий и баллада «Этот год любви» в исполнении Зары.

### 2016 год
Проникновенная композиция Виктории Кохана «Твоих рук родные объятья», написанная для Таисии Повалий, единодушно признана победителем авторитетного музыкального конкурса «Шансон года», проходившего в Государственном Кремлёвском дворце. На «Новой волне — 2016», состоявшейся в сентябре в Сочи, яркий хит Виктории Кохана «Чай с молоком» в исполнении Таисии Повалий завоевал сердца и любовь зрителей и получил самую высокую оценку музыкальных критиков.
В декабре 2016 года две песни В. Кохана признаны лауреатами самого престижного музыкального фестиваля России «Песня года»: «Сумасшедшее счастье» (Анита Цой) и «Чай с молоком» (Таисия Повалий).

### 2017 год
В апреле 2017 года три сингла композитора вошли в число лучших песен популярной музыкальной премии «Шансон Года»: «Чай с молоком» (Таисия Повалий), «Сумасшедшее счастье» (Анита Цой) и «Промежутки любви» (Ирина Круг). На музыкальном фестивале «Новая волна 2017» в Сочи состоялась премьера двух ярких песен композитора Виктории Кохана: «Осень под ногами на подошве» в исполнении Наташи Королёвой и «Ориентир любви» в исполнении Тамары Гвердцители. Эти песни моментально завоевали любовь и симпатию многочисленной аудитории одного из самых популярных музыкальных фестивалей страны. В ноябре 2017 года песни «Сердце — дом для любви» (Таисия Повалий) и «Сумасшедшее счастье» (Анита Цой) стали лауреатами премии «Золотой граммофон». 2 декабря 2017 года сразу четыре песни Виктории стали лауреатами старейшего музыкального фестиваля страны «Песня Года»: «Не просто любовь» (Анна Семенович), «Ориентир любви» (Тамара Гвердцители), «Сердце — дом для любви» (Таисия Повалий) и «Осень под ногами на подошве» (Наташа Королёва). 13 декабря 2017 года Кохана вошла в пятёрку лучших композиторов по версии «Российской Национальной Музыкальной Премии-2017», была номинирована на звание «Композитор года».

### 2018 год
В апреле 2018 года 4 песни композитора Виктории Кохана признаны лауреатами XVII премии «Шансон года». Среди них: «В доме, где живёт моя печаль» (Т. Буланова), «Зинаида» (группа «На-на»), «Осень под ногами на подошве» (Н. Королёва) и «Сердце — дом для любви» (Т. Повалий). В сентябре три композиции Виктории прозвучали в рамках фестиваля «Новая Волна» в Сочи: «С днём рожденья!» (Н. Басков), «Твой поцелуй» (Слава) и «Ты в глаза мне посмотри» (Т. Повалий). В ноябре песня «Ты в глаза мне посмотри» в исполнении Таисии Повалий получила престижную награду «Золотой граммофон». В декабре 2018 года три песни на музыку Виктории стали лауреатами главного музыкального фестиваля России — «Песня Года»: «С днём рождения» (Н. Басков), «Ты в глаза мне посмотри» (Т. Повалий) и «Твой поцелуй» (Слава). 7 декабря на IV церемонии вручения Российской Национальной Музыкальной Премии Виктория снова вошла в пятёрку лучших композиторов, попав в шорт-лист номинации «Композитор года» с песней «Ты в глаза мне посмотри».

### 2019 год
26 марта 2019 году указом Президента Украины Виктория Кохана была удостоена почётного звания «Заслуженный деятель искусств Украины» за «создание высокохудожественных произведений в области музыки, организацию деятельности культурной сферы».
20 апреля 2019 три песни на музыку Кохана стали обладателями премии «Шансон года»: «Ищи не ищи» (И. Круг), «Ориентир любви» (Т. Гвердцители), «Ты в глаза мне посмотри» (Т. Повалий). Кроме того, на концерте была представлена новая композиция Виктории — «Давай разлуке запретим» в исполнении Тамары Гвердцители и Стаса Михайлова. В июле 2019 года в рамках международного фестиваля «Белые ночи Санкт-Петербурга» зрители овацией встретили песни В. Кохана: «Ориентир Любви» (Т. Гвердцители), «Давай разлуке запретим» (Т. Гвердцители и С. Михайлов), «Твоих рук родные объятия» (Таисия Повалий), «Этот год любви» (Зара), а также совершенно новую композицию «Сердце на Сердце» в исполнении Николая Баскова. В августе на популярном международном фестивале «Новая Волна в Сочи» прозвучали два хита украинского композитора: «Сердце на сердце» (Н. Басков) и «Я буду твоя» (Т. Повалий).
23 ноября композиция Виктории «Сердце на сердце» в исполнении Николая Баскова признана лауреатом авторитетного музыкального конкурса «Золотой граммофон».
5 декабря Кохана в третий раз вошла в пятёрку лучших композиторов страны по версии Российской Национальной Музыкальной Премии. В шорт-лист премии попало произведение «Сердце на сердце» (Николай Басков; номинации «Лучший поп-исполнитель» и «Композитор года»), а песня «Давай разлуке запретим» (дуэт С. Михайлова и Т. Гвердцители) была признана лучшей в номинации «Городской романс».
7 декабря на музыкальном фестивале «Песня года» дипломами конкурса были отмечены три песни Виктории: «Сердце на сердце» (Н. Басков), «Я буду твоя» (Т. Повалий) и «Давай разлуке запретим» (С. Михайлов и Т. Гвердцители).
В декабре приняла участие в съёмках новогоднего мюзикла «1001 и одна ночь, или Территория любви», в котором сыграла роль Визиря, а также исполнила песню собственного сочинения «Ты в глаза мне посмотри». Кроме того, в мюзикле прозвучали и другие композиции на музыку Кохана: «Ориентир Любви» (Т. Гвердцители), «Сердце на сердце» (Н. Басков), «Только для рыжих» (Иванушки International), «Твоих рук родные объятья» (Т. Повалий), «Этот год любви» (Зара), «Спелый мой» (Слава). Эфир состоялся 31 декабря на телеканале НТВ.

### 2020 год
В апреле 2020 года две композиции на музыку В. Кохана получили премию газеты «Московский комсомолец» — ZD AWARDS-2019: «Давай разлуке запретим» в исполнении Тамары Гвердцители и Стаса Михайлова стала лучшей в номинации «Дуэт года», а «Сердце на сердце» Николая Баскова получила специальный приз, как самая ротирумая песня чарта «Самый Русский Хит».
В декабре 2020 года Виктория Кохана была признана одним из лучших композиторов года на Российской национальной музыкальной премии, а группа «Фабрика», с песней «Позвони, будь посмелей» на музыку Кохана, вошла в шорт-лист премии как Лучшая поп-группа страны.
5 декабря на фестивале «Песня года» прозвучали 4 песни Кохана: «Любовь бессмертна» в исполнении Николая Баскова, «Особенные слова» (Таисия Повалий), «Позвони, будь посмелей» (группа «Фабрика») и «Только для рыжих» (группа Иванушки International).

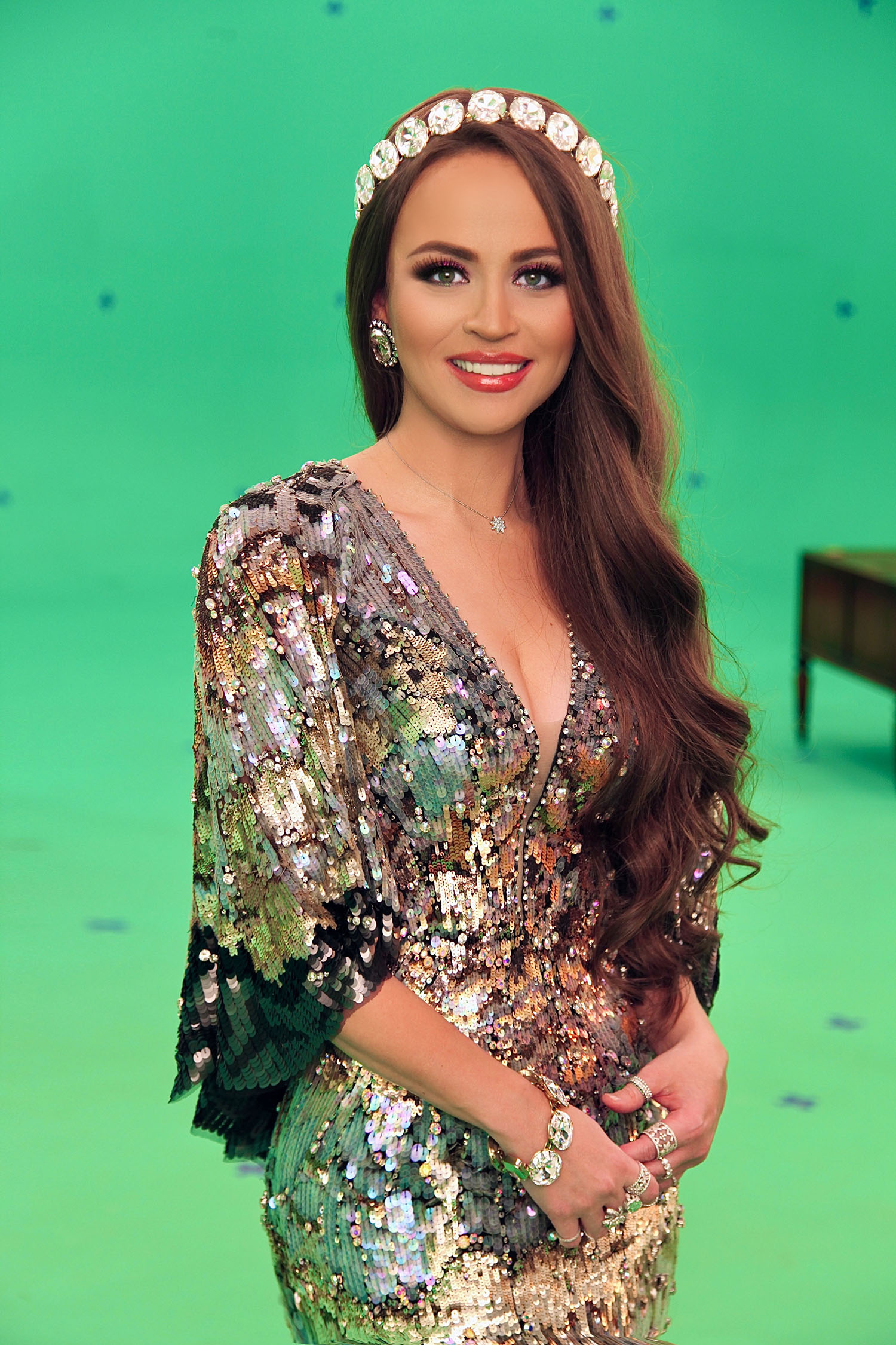
Виктория Кохана в роли Василисы Прекрасной на съёмках мюзикла «Новогодняя сказка» (2021)

### 2021 год
5 июня 2021 года две песни на музыку Виктории получили статуэтки премии «Шансон года»: «Особенные слова» (Т. Повалий) и «Ленинградский горьковатый хлеб» (Хор Турецкого).
В августа 2021 на «Новой Волне» в Сочи были представлены 4 композиции на музыку Кохана: «Сердце на сердце» в исполнении Димы Билана, «Большая любовь» (Н. Басков и Л. Успенская), «По камням по острым» (Ф. Киркоров), «Что с тобой? Как же я?» (С. Михайлов, Т. Повалий).
В декабре Кохана в пятый раз вошла в шорт-лист лучших композиторов Российской национальной музыкальной премии, а две её песни победили в номинациях «Лучшее видео года» («По камням по острым» в исполнении Ф. Киркорова) и «Городской романс года» (дуэт Н. Баскова и Л. Успенской «Большая любовь»). На фестивале «Песня года» Виктория получила премию «Успех года», которой награждают автора наибольшего числа песен-лауреатов (в 2021 прозвучали 3 композиции, а общее количество достигло 21).
В декабре приняла участие в съёмках мюзикла «Новогодняя сказка» на телеканале НТВ, в котором сыграла Василису Прекрасную. В мюзикле прозвучало 5 композиций на музыку Кохана: «Большая любовь», «Что с тобой? Как же я?», «Позвони, будь посмелей», «По камням по острым» в исполнении Н. Баскова, Л. Успенской, С. Михайлова, Т. Повалий, группы «Фабрика», Ф. Киркорова. Пятую композицию – «Особенные слова» - исполнила сама Виктория.
В настоящий момент готовится к выходу новый альбом Виктории Кохана, в котором будут представлены песни композитора, написанные в соавторстве с известными поэтами, а среди исполнителей альбома — первые звёзды российской эстрады.

## Популярные песни на музыку Виктории Кохана
| Год релиза | Название песни и ссылка на видеоклип | Исполнитель                        | Примечание |
| ---------- | ------------------------------------ | ---------------------------------- | --- |
| 2006       | Ты из тех самых                      | НеАнгелы, группа                   | Лауреат фестиваля «Песня года 2006» |
| 2006       | Юра, прости                          | НеАнгелы, группа                   | Лауреат фестиваля «Песня года 2007» |
| 2006       | Танцуй со мной                       | НеАнгелы, группа                   | |
| 2006       | Только люби                          | НеАнгелы, группа                   | |
| 2006       | Диско                                | НеАнгелы, группа                   | |
| 2006       | Перелётная птица                     | НеАнгелы, группа                   | |
| 2006       | Boy                                  | НеАнгелы, группа                   | |
| 2006       | Сто одиноких свечей                  | НеАнгелы, группа                   | |
| 2006       | Прощай, любимый мой                  | НеАнгелы, группа                   | |
| 2007       | Чарами                               | НеАнгелы, группа                   | |
| 2007       | Я знаю, это ты                       | НеАнгелы, группа                   | |
| 2008       | Шуры-муры                            | НеАнгелы, группа                   | |
| 2014       | Хозяин                               | Nikita, группа                     | |
| 2014       | Делай, что хочешь                    | Nikita, группа                     | |
| 2014       | Порочен я тобой                      | Королёва Наташа и Маршал Александр | Лауреат фестиваля «Песня года 2014» |
| 2014       | Спелый мой                           | Слава                              | Лауреат фестиваля «Песня года 2014» |
| 2015       | Знаешь                               | НеАнгелы, группа                   | |
| 2015       | Твоих рук родные объятья             | Повалий Таисия                     | Лауреат фестиваля «Песня года 2015», премии «Шансон года-2016»                                                                          |
| 2015       | Этот год любви                       | Зара                               | Лауреат фестиваля «Песня года 2015» |
| 2015       | Позвони, будь посмелей               | Рубановская Мария, Фабрика, группа | |
| 2016       | Не просто любовь                     | Семенович Анна                     | Песня написана в соавторстве с Алексеем Романоф Лауреат фестиваля «Песня года 2017»                                                     |
| 2016       | Чай с молоком                        | Повалий Таисия                     | Лауреат фестиваля «Песня года 2016», премии «Шансон года-2017»                                                                          |
| 2016       | Кусочек сладкого пломбира            | Рыбин Виктор и Сенчукова Наталья   | Песня написана в соавторстве с Анатолием Зубковым Лауреат премии «Шансон года-2016»                                                     |
| 2016       | Сумасшедшее счастье                  | Цой Анита                          | Лауреат фестиваля «Песня года 2016», премий «Шансон года-2017» и «Золотой граммофон 2017»                                               |
| 2016       | Промежутки любви                     | Круг Ирина                         | Лауреат премии «Шансон года-2017» |
| 2017       | Сто озёр и пять морей                | Слава                              | Песня написана в соавторстве с Сергеем Ревтовым                                                                                         |
| 2017       | Сердце — дом для любви               | Повалий Таисия                     | Лауреат премии «Золотой граммофон 2017», фестиваля «Песня года 2017», премии «Шансон года-2018»                                         |
| 2017       | Зинаида                              | На-На, группа                      | Лауреат премии «Шансон года-2018» |
| 2017       | Осень под ногами на подошве          | Королёва Наташа                    | Песня написана в соавторстве с Александром Соколовым Лауреат фестиваля «Песня года 2017», премии «Шансон года-2018»                     |
| 2017       | Ориентир любви                       | Гвердцители Тамара                 | Лауреат фестиваля «Песня года 2017» и премии «Шансон года-2019»                                                                         |
| 2017       | В доме, где живёт моя печаль         | Буланова Татьяна                   | Песня написана в соавторстве с Максимом Покровским Лауреат премии «Шансон года-2018»                                                    |
| 2018       | Ты в глаза мне посмотри              | Повалий Таисия                     | Лауреат премии «Золотой граммофон 2018», фестиваля «Песня года 2018» и премии «Шансон года-2019»                                        |
| 2018       | Твой поцелуй                         | Слава                              | Лауреат фестиваля «Песня года 2018» |
| 2018       | Только для рыжих                     | Иванушки International             | Песня написана в соавторстве с Алексеем Романоф. Лауреат фестиваля «Песня года 2020»                                                    |
| 2018       | Ищи не ищи                           | Круг Ирина                         | Лауреат премии «Шансон года-2019» |
| 2019       | Я буду твоя                          | Повалий Таисия                     | Лауреат фестиваля «Песня года 2019» |
| 2019       | Ленинградский горьковатый хлеб       | Хор Турецкого                      | Лауреат премии «Шансон года-2021» |
| 2019       | Давай разлуке запретим               | Гвердцители Тамара, Михайлов Стас  | Лауреат Российской Национальной Музыкальной Премии, фестиваля «Песня года 2019», премии газеты «Московский комсомолец» — ZD AWARDS-2019 |
| 2019       | Сердце на сердце                     | Басков Николай, Билан Дима         | Лауреат премии «Золотой граммофон 2019», лауреат фестиваля «Песня года 2019», премии газеты «Московский комсомолец» — ZD AWARDS-2019    |
| 2020       | Особенные слова                      | Повалий Таисия                     | Лауреат фестиваля «Песня года 2020», премии «Шансон года-2021»                                                                          |
| 2020       | Любовь бессмертна                    | Басков Николай                     | Лауреат фестиваля «Песня года 2020» |
| 2021       | Большая любовь                       | Басков Николай, Успенская Любовь   | Премьера на конкурсе «Новая волна-2021», лауреат Российской Национальной Музыкальной Премии-2021, лауреат фестиваля «Песня года 2021»   |
| 2021       | По камням по острым                  | Киркоров Филипп                    | Премьера на конкурсе «Новая волна-2021», лауреат Российской Национальной Музыкальной Премии-2021, лауреат фестиваля «Песня года 2021»   |
| 2021       | Что с тобой? Как же я?               | Михайлов Стас, Повалий Таисия      | Премьера на конкурсе «Новая волна-2021», лауреат фестиваля «Песня года 2021»                                                            |

В ряде известных синглов Виктория Кохана выступает в качестве саунд-продюсера. Среди них:
1. «Абрикосовые сны» (муз. Д. Мигдал, исп. Наташа Королёва);
2. «Порочен я тобой» (муз. Виктория Кохана, исп. Наташа Королёва и Александр Маршал)
3. «Спелый мой» (муз. Виктория Кохана, исп. Слава)
4. «Твоих рук родные объятья» (муз. Виктория Кохана, исп. Таисия Повалий)
5. «Нет слова „я“» (муз. А. Пряжников, исп. Наташа Королёва)
6. «Формула счастья» (муз. Сергей Ревтов, исп. Валерия)
7. «Этот год любви» (муз. Виктория Кохана, исп. Зара)
8. «Улыбка Бога радуга» (муз. Сергей Ревтов, исп. Хор Турецкого)
9. «Чай с молоком» (муз. Виктория Кохана, исп. Таисия Повалий)
10. «Я устала…» (муз. Максим Покровский, исп. Наташа Королёва)
11. «Кусочек сладкого пломбира» (муз. Виктория Кохана — А. Зубков, исп. Виктор Рыбин и Наталия Сенчукова)
12. «Знаешь ты» (муз. А. Ктитарев, исп. Хор Турецкого)

## Награды и премии

### Государственные награды
- Заслуженный деятель искусств Украины (2019)

### Профессиональные награды и премии
- 21 песня на музыку Виктории Кохана стала лауреатом песенного фестиваля «Песня года»[3]
- 14 песен получили награду «Шансон года»[3]
- 4 песни награждены статуэткой «Золотой граммофон»[3]
- 3 песни награждены Российской национальной музыкальной премии
- 2 песни награждены премией газеты «Московский комсомолец» ZD AWARDS[16]
- «Успех года» юбилейного фестиваля «Песня года» (2021)[21]
- «Fashion People Awards» в номинации «Fashion видео» (2015)[8]
- «Fashion People Awards» в номинации «Открытие года в музыкальной индустрии» (2015)[9]